# Occopirmus
Occopirmus (Ockopirmus u. ä.) war der Himmelsgott der alten Prußen.
Er kommt sporadisch in alten prußischen Götterlisten ab 1530 vor. Das Sudauerbüchlein nennt ihn »Ockopirmus der erste Gott Himmels vnd Gestirnes«, während Johannes Maletius ihn als Gott des Himmels und der Erde (Occopirnum deum coeli et terrae) beschreibt. Manchmal wird er in den Listen mit dem römischen Gott Saturnus gleichgesetzt.
Der Name lässt sich als altprußisch „der Allererste“ deuten und ist aus apr. ucka »aller« und pirmas »erster« zusammengesetzt. Möglicherweise handelt es sich um eine Form des baltischen Himmelgottes Dievs.